# Alex Acuña

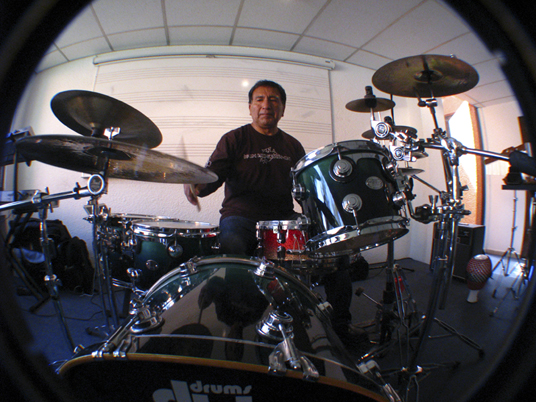
Alex Acuña

Alejandro Neciosup Acuña (* 12. Dezember 1944 in Pativilca, Peru), kurz Alex Acuña, ist ein peruanischer Schlagzeuger und Perkussionist.

## Lebenslauf
Alejandro Neciosup Acuña wurde am 12. Dezember 1944 in Pativilca, Peru, geboren. Als Jugendlicher zog er nach Lima und spielte in mehreren lokalen Gruppen. Mit achtzehn Jahren spielte er in der Gruppe von Pérez Prado, zog aber 1967 nach Puerto Rico.
Sieben Jahre später, 1974, zog er schließlich nach Las Vegas und arbeitete mit verschiedenen Künstlern, u. a. Elvis Presley und Diana Ross. Ein Jahr später schloss er sich der Fusionjazz-Gruppe „Weather Report“ an, mit denen er die Alben Black Market und Heavy Weather einspielte. 1978 verließ Acuña „Weather Report“ und arbeitete von da an mit mehreren namhaften Künstlern zusammen, wie Paul McCartney, Joni Mitchell, Ella Fitzgerald, Chick Corea, Whitney Houston, Plácido Domingo, Phil Keaggy, Charles Owens, Sam Phillips, Wayne Shorter und Joe Zawinul, Herbie Hancock, Carlos Santana, Antônio Carlos Jobim, Beck, Roberta Flack, U2, Al Jarreau und Lalo Schifrin. In den 1980er Jahren tourte Acuña mit der Band Koinonia und machte einige Aufnahmen. Zu hören ist er u. a. auf Terell Staffords Album Between Two Worlds (2023).
Er arbeitet zeitweise als Dozent an der University of California in Los Angeles und dem Berklee College of Music.

## Diskographische Hinweise
- 1976: Black Market – Weather Report
- 1977: Heavy Weather – Weather Report
- 1983: More Than a Feeling – Koinonia
- 1984: Celebration – Koinonia
- 1986: Frontline – Koinonia
- 1991: Same – Alex Acuña and the Unknows
- 1992: Thinking of You – Alex Acuña and the Unknowns
- 2000: Acuarela de Tambores – Alex Acuña
- 2002: Los Hijos del Sol: To My Country – Alex Acuña